# Sesué
Sesué község Spanyolországban, Huesca tartományban. Sesué Sahún, Castejón de Sos és Villanova községekkel határos. Lakosainak száma 116 fő (2024).

## Népesség
A település népessége az utóbbi években az alábbiak szerint változott:
| Lakosok száma | 128  | 130  | 116  | 121  | 127  | 116  | 126  | 122  | 128  | 116  |
|               | 2001 | 2004 | 2007 | 2009 | 2012 | 2014 | 2017 | 2019 | 2022 | 2024 |